# USS Garland (AM-238)
USS Garland (AM-238) trałowiec typu Admirable służący w United States Navy w czasie II wojny światowej. Służył na Pacyfiku.
Okręt został zwodowany 20 lutego 1944 w stoczni Winslow Marine Railway & Shipbuilding Co. w Winslow (Washington), matką chrzestną była Karen Lundberg. Jednostka weszła do służby 26 sierpnia 1944, pierwszym dowódcą został Lt. Carl Carmichael.
Brał udział w działaniach II wojny światowej. Oczyszczał z min wody Dalekiego Wschodu po wojnie. Sprzedany firmie Ships and Power, Inc., z Miami 24 października 1960.

## Odznaczenia
"Garland" otrzymał 2 battle star za służbę w czasie II wojny światowej.